# 釣魚城之戰
釣魚城之戰，或稱釣魚城保衛戰、合州之戰，是元滅宋之戰的重要戰役。

## 歷史
1239年，彭大雅任四川制置副使期間，命甘閏初築釣魚城，其後四川制置使兼知重慶府余玠，採納播州人冉璡、冉璞兄弟的建議，於1243年復築釣魚城，屯兵積糧，抗擊北侵的蒙古大軍，並作為保衛重慶的屏障。當時蒙古建國後正橫掃歐亞大陸，1258年，蒙古大汗蒙哥命忽必烈進攻鄂州、察塔兒進攻兩淮及兀良哈台進攻雲南，自己則領兵往四川。
1259年2月，蒙哥大汗親自率領4萬軍隊到釣魚城下，蒙哥派降人前去招降，宋知合州王堅嚴辭拒絕並殺了使者，蒙哥開始進攻釣魚城，然而釣魚城主將王堅與副將張玨的頑強抗擊下，大將汪德臣戰死，蒙哥亦傳出被城上火炮擊傷，后逝於溫泉寺，蒙古軍因此撤退。直至1279年，由於傳來南宋皇帝死訊，在守將王立帶領下釣魚城軍民投降，正式結束釣魚城之戰36年抵抗歷史。

## 影響
蒙古帝國第四代可汗蒙哥在這場戰役中喪生，這場戰役是蒙古人在蒙古征戰中唯一一次失去可汗的戰役，亦為蒙古帝國分裂前，由帝國皇帝指揮的最後一場戰役。
這場戰役之前是1258年圍攻阿拉伯帝国首都的巴格達之戰。釣魚城之戰是蒙古征戰的一個挫折，并在其他地区影响了蒙古军队的作战。比如在阿音札鲁特战役中，负责西征的旭烈兀在蒙哥汗丧生后率领蒙古军主力回师争夺汗位，导致余下的蒙古军队被马穆鲁克苏丹国的军队击败，蒙古帝国也因此没有进一步向西侵略非洲。蒙哥汗的死亡也直接导致蒙古帝国分裂為忽必烈建立的元朝和其餘成吉思汗子孫建立的四大汗國。